# غل (مراغة)
غل هي قرية في مقاطعة مراغة، إيران. عدد سكان هذه القرية هو 308 في سنة 2006.